# Acilio
Acilio  è un nome proprio di persona italiano maschile.

## Varianti
- Femminile: Acilia[1]

## Origine e diffusione
Nome di scarsissima diffusione, derivante dal latino Acilius, un cognomen distintivo della gens Acilia. 
L'etimologia è dubbia; generalmente viene ricondotto al latino aciēs ("punta", correlato al greco ἀκή, ake, "affilato"), in riferimento all'acutezza intellettuale.

## Onomastico
Nessun santo porta il nome Acilio, che quindi è adespota, e il suo onomastico si può festeggiare il 1º novembre, ricorrenza di Ognissanti.

## Persone
- Acilio Severo, politico romano